# Троицкая, Надежда Алексеевна
Надежда Алексеевна Троицкая (англ. Надiя Олексіївна Троїцька; 30 октября 1917, Ростов-на-Дону, область Войска Донского — 2009, Симферополь) — советский и украинский учёный-медик, физиолог; доктор биологических наук, профессор.
Автор более 100 научных работ.

## Биография
Родилась 30 октября 1917 года в Ростове-на-Дону.
В 1939 году с отличием окончила биологический факультет Ростовского университета и начала работать младшим научным сотрудником физиологической лаборатории педиатрического факультета Ростовского медицинского института (ныне Ростовский государственный медицинский университет) под руководством академика Н. А. Рожанского.
В Великую Отечественную войну, с 1941 по 1944 год — служила начальником лаборатории во фронтовых эвакогоспиталях. После войны работала младшим научным сотрудником в Институте биохимии Академии наук СССР.
С 1952 по 1985 год Надежда Алексеевна преподавала на кафедре нормальной физиологии Крымского медицинского института (ныне Медицинская академия имени С. И. Георгиевского): сначала — ассистентом, с 1961 года — доцентом, с 1970 года — профессором. В 1954 году защитила кандидатскую диссертацию на тему «Активность гексокиназы в эритроцитах новорожденных детей, здоровых и родившихся в асфиксии (клинико-экспериментальное исследование)», в 1969 году — докторскую на тему «Изучение процессов регуляции уровня белков плазмы крови». Также преподавала в Таврическом национальном университете.
Наряду с научно-педагогической, занималась общественной деятельностью — была ответственным секретарем общества «Знание» и в течение 20 лет возглавляла городскую организацию этого общества.
Была замужем за Г. В. Троицким — советский и украинский учёный.
Умерла в 2009 году в Симферополе.
Была награждена орденом Отечественной войны II степени и медалями, в числе которых «За победу над Германией в Великой Отечественной войне 1941—1945 гг.», «Ветеран труда», а также медаль «За активную работу» общества «Знание». Также награждена орденом «За мужество» III степени.